# Globális élelmiszerválság

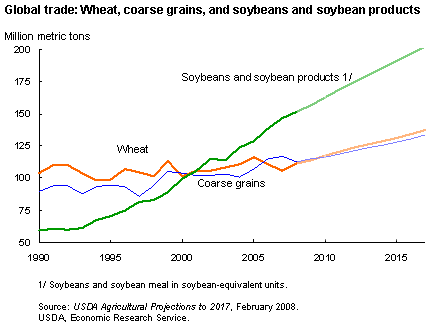
A búza, szemestermény és szójabab nemzetközi kereskedelmének tényleges, 1990 - 2008 közötti, valamint 2016-ig tervezett volumene. Forrás: United States Department of Agriculture, 2008.

Az élelmiszertermelés növekedése nagyobb volt a népességénél. A fejenkénti élelmiszerfogyasztás növekedett az 1961- közötti időszakban.

Globális élelmiszerválságról 2007 végétől kezdtek széles körben beszélni. A fenyegető válság globális jellegét mutatja, hogy az ENSZ 82 országot figyelmeztetett - kiemelve Kínát -, hogy fokozottan tartalékolják élelmiszerkészleteiket. 1980 óta a világ gabonakészletei a legalacsonyabb szintre csökkentek. Három hónapra elégséges csupán a világ gabonakészlete. Az élelmiszerek ára a tetőző olajár miatt átlagosan kétszeresére emelkedett. Az árak emelkedésében közrejátszik a amerikai jelzáloghitel-válság globális hatása is. előrejelzések szerint 2008 és 2009 során 19.200 befektetési banki típusú munkahely szűnik meg Londonban az amerikai pénzügyi problémák miatt. A világ 30 országában, főleg Afrikában törtek ki összetűzések az élelem hiánya miatt. Haiti kormánya belebukott a rizslázadásba. A Fülöp-szigeteken a hadseregre bízták az élelem elosztását a szegények számára. A 2008. április 14-ei Newsweek Storm Warning című cikke több teljes oldalon foglalkozik a problémával.
Dominique Strauss-Kahn, a Nemzetközi Valutaalap vezérigazgatója kiemelte, hogy nemzetközi összefogással és támogatásokkal kell enyhíteni az élelmiszerárakat, nehogy szegény országokban polgárháborúk törjenek ki. A G7-ek miniszterei, a Nemzetközi Valutaalap, a Világbank vezetői pénzügyi ellenőrzéseket kértek.

## Szomáliai éhséglázadás
Éhséglázadás tört ki Szomália fővárosában, (Mogadishuban), miután a helyi kereskedők már nem hajlandók elfogadni a helyi valutát. Két tüntetőt agyonlőttek a rendőrök. A szomáliai schillinget azért nem fogadják el a kereskedők, mert az értéke jelentősen csökkent az elmúlt hetekben. Ezért csak a dollárt látják szívesen. A város lakossága mindaddig tüntetni akar, amíg nem kapnak élelmet a pénzükért.

## Haiti rizslázadása
Haiti miniszterelnökét, Jacques Edouard Alexis-t felmentették hivatalából. Erőszakba torkollott az a tiltakozás, ami az élelmiszerek magas árai miatt tört ki. A kormány pedig nem tudta kezelni a helyzetet. A nemzetközi közösség hárommillió dollár segítséget adott Haiti kormányának. René Preval, Haiti elnöke így bejelentette a rizs árának mérséklését 51 dollárról 43-ra.

## Megoldási lehetőségek
2008. június 3. - 5. között került sor a Római élelmiszer-csúcstalálkozóra. Pan Gimun ENSZ-főtitkár felkérte az állam- és kormányfőket, hogy vegyenek részt az Élelmezési és Mezőgazdasági Szervezet (FAO) június elején Rómában tartandó csúcstalálkozóján.
A kaliforniai Berkeley egyetem professzora, Michael Pollan In defence of food című könyvében az élelmiszer helyzetéről ír. A könyv elsődleges üzenete, hogy "egyél minél több növényi eredetű élelmiszert …". A vegetarianizmus kora köszönhet az emberiségre rövidesen - jósolja M. Pollan.

## További tudnivalók
- Walk the World raises WFP funds 2008. május 31., news.bbc.co.uk
- Food crisis talks set to begin 2008. május 30., news.bbc.co.uk
- Az élelmiszer védelme, angol
- A globális élelmiszerválsággal kapcsolatos cikkgyűjtemény, Kitekintő
- Növekvő globális élelmiszerárak, BBC, 2008. március 4. (angol)
- Special Reports Page: Élelmiszerár válság, BBC.
- World Food Situation Portal, USA lépései (Food and Agricultural Organisation, angol)
- Reuters.com Archiválva 2008. április 6-i dátummal a Wayback Machine-ben